# Nickelback
Nickelback este o formație rock formată în Hanna, provincia  Alberta, Canada în 1995 de către Chad Kroeger, Mike Kroeger, Ryan Peake, cărora li s-a alăturat toboșarul Brandon Kroeger. Brandon Kroeger părăsește trupa în 1997 și este înlocuit cu Mitch Guindon până în 1998, apoi cu Ryan Vikedal până în 2005. Actualul toboșar al trupei este Daniel Adair.
Nickelback este una dintre formațiile canadiene ce a înregistrat un succes comercial important, vânzând aproape 50 milioane discuri în toată lumea.

## Discografie
- Curb (1996)
- The State (1998)
- Silver Side Up (2001)
- The Long Road (2003)
- All the Right Reasons (2005)
- Dark Horse (2008)
- Here and Now (2011)
- No Fixed Address (2014)
- Feed the Machine (2017)
- Get Rollin' (2022)

## Istorie

### CurbșiThe State(1995-2000)
Formația a fost formată în 1995 de către Chad Kroeger, Mike Kroeger, Ryan Peake și Brandon Kroeger, sub numele de "Nickel" (nichel). Numele actual de "Nickelback" a venit în urma slujbei lui Ryan Peake la cafeneaua Starbucks, unde le spunea adeseori clienților dându-le restul "Here's your nickel back". Prima realizare a trupei a fost EP-ul "Hesher" din 1996, conținând doar 7 melodii. In decursul aceluiaș an, formația a lansat primul său album întreg, "Curb". "Fly", considerat primul single Nickelback, a apărut atât pe "Hesher", cât și pe "Curb". În 1997, Brandon Kroeger a părăsit trupa, aceasta fiind nevoită să caute un nou toboșar. Mai târziu în 1997, toboșarul Mitch Guidon s-a alăturat trupei pentru un singur an, plecând cu scopul de lucra la o companie de mașini. În vara lui 1998, Ryan Vikedal a devenit noul baterist al trupei. 

Nickelback a semnat un contract de înregistrare cu EMI si Roadrunner Records. În 1998, trupa și-a concediat managerii și și-au împarțit atribuțiile acestora între ei; Mike Kroeger se ocupa cu distribuția, Chad, cu înregistrările radio, iar Ryan Vikedal cu rezervările. În 1999, Roadrunner Records au semnat cu Nickelback deoarece trupa vânduse peste 10.000 de copii ale albumelor "Hesher" și "Curb" ca o casă de discuri independentă. 

Nickelback a realizat albumul "The State" în anul 2000 în S.U.A. și în 2001 în Europa cu ajutorul Roadrunner Records și EMI Canada. Printre cele 11 melodii ale albumului, se remarcă single-urile "Old Enough", "Worthy To Say" și cele două hituri, "Leader Of Men" și "Breathe", care s-au clasat în Top 10 hituri rock și au ajutat ca albumul să fie premiat cu aur în S.U.A. în 2001. "The State" a obținut Discul de Platina în 2008. Nickelback a plecat în turnee cu trupe precum Creed, SevenDust și 3 Doors Down în timpul turneului de promovare al albumului. Nickelback a câștigat un premiu Juno în 2001, pentru cea mai buna trupă nouă. "The State" s-a vândut în peste un milion de copii în toata lumea. Albumul a intrat în Billboard 200 cu poziția 130 și a obținut locul 6 în Billboard Top Independent.

### Silver Side UpșiThe Long Road(2001-2004)
În jurul anului 2001, Chad Kroeger a început să studieze "fiecare parte, fiecare notă, fiecare vers, fiecare melodie, fiecare acord. Aș diseca fiecare melodie pe care aș auzi-o la radio și fiecare cantec pe care l-am compus și s-a situat bine într-un top și m-aș intreba <<Ce il face atât de bun?>> (<<Why did this do well?>>)". Single-ul Nickelback "How You Remind Me" s-a vândut foarte bine deoarece are ca temă o relație romantică, un subiect universal. 

Pentru a lansa următorul album, "Silver Side Up", Nickelback a lucrat cu producătorul Rick Parashar. Albumul a fost scris chair înainte de realizarea "The State" și a fost înregistrat în același studio. Discul a fost lansat marți, 11 septembrie 2001. Single-ul "How You Remind Me" a ajuns pe primul loc atât în topurile "Mainstream" și "Modern Rock", cât și în cele de pop. Deasemnea, s-a situat pe locul al 2-lea în Adult Top 40 și a devenit single-ul anului 2001 conform topului Billboard. Următorul single, "Too Bad", s-a situat deasemea pe primul loc în "Mainstream Rock Chart", dar a avut mai puțin succes în topurile de muzică pop. Ultimul single de pe album este "Never Again", un alt hit ce a ajuns pe locul întâi în "Mainstream Rock Chart".

În 2002, solistul Chad Kroeger a colaborat cu Josey Scott pentru soundtrack-ul filmului "Spider Man 2", "Hero". În înregistrare au aparut de asemenea și Tyler Connolly, Mike Kroeger, Matt Cameron și Jeremy Taggart. În 2002, Nickelback și-au lansat primul DVD, "Live at Home". În decursul aceluiași an, trupa a re-realizat albumul "Curb", cu Roadrunner Records. "Silver Side Up" s-a vandut în peste 10 milioane de exemplare în toată lumea.

În 2003, Nickelback a realizat "The Long Road". Albumul a fost premiat cu 3x Platinum de către RIAA în martie 2005 și s-a vândut în peste 5 milioane de copii în toata lumea, dintre care 3 milioane în anul 2003. Albumul a debtutat cu locul 6 în Billboard 200. Acesta a fost clasat pe locul 157 în Billboard 200 la categoria "Albumurile Deceniului". Cele mai remarcate single-uri de pe album au fost "Someday", "Feelin' Way Too Damn Good" - care s-a situat pe locul al 3-lea în "Mainstream Rock Charts". Un alt single a fost "Figured You Out", melodie ce s-a menținut timp de 13 săptămani consecutive în același top.

### All The Right Reasons(2005-2007)
Între "The Long Road" și "All The Right Reasons", în 2005, toboșarul Ryan Vikedal a părăsit trupa, pretinzând că aceștia l-ar fi dat afară deoarece nu era genul de baterist pe care ei și-l doreau. El a fost înlocuit de fostul toboșar al trupei 3 Doors Down, Daniel Adair. "Suntem foarte încântați să-l avem pe Daniel în trupă" a afirmat Chad Kroeger despre acesta; "Creativitatea pe care o are în studio e de-a dreptul plină de inspirație. E un baterist excelent.". Trupa a fost inclusă in Canada's Walk of Fame în anul 2007. Al 5-lea album Nickelback, "All The Right Reasons", lansat în anul 2005, conține 5 single-uri ce s-au situat pe primele 20 pozitii ale topului U.S. Top 100 și anume: "Photograph", "Savin' Me", "Far Away", "If Everyone Cared" și "Rockstar". 3 dintre acestea au ocupat primele 10 poziții ale aceluiași top. Pe album se remarcă solo-ul de chitară al melodiei "Follow You Home", cântat de Billy Gibbons de la ZZ Top, care a cântat de asemenea ca voce de fundal în melodia "Rockstar". Trupa a utilizat mai multe fragmente acustice pentru câteva melodii, printre care și "Savin' Me". "Suntem puțin speriați de folosirea pianului" a spus Chad într-o biografie pe website-ul trupei; "Nu am crezut că e foarte rock'n'roll", dar odată ce au auzit rezultatul, le-a placut. "All the Right Reasons" s-a vândut în peste 11 milioane de copii în toată lumea. Lăsând la o parte succesul pe care l-a avut cu Nickelback, solistul Chad Kroeger și-a deschis propria casă de discuri în 2005, numită "604 Records", ocupând funcția de producător executiv.

Nickelback au petrecut cea mai mare parte a anului 2006 în turnee. În luna iunie, Chad Kroeger a fost arestat în Surrey, British Columbia și acuzat de condus în stare de ebrietate. Avocatul său a introdus în sedinta de judecată din august o scuză prin care îl gasea pe Chad nevinovat. În luna noiembrie a aceluiași an, Nickelback a câștigat un premiu American Music Award pentru cel mai bun album pop/rock, premiu ce a surprins chiar și trupa. Revendicând premiul, Chad a fost șocat, spunând că el si trupa au fost prezenti la decernare doar pentru a acorda un premiu, fiind ferm convinși că Red Hot Chili Peppers urmau să câștige.

### Dark Horse (2008-2010)
După ce a luat pauză în mare parte a anului 2007, Nickelback s-a apucat serios de înregistrarea unui nou album. În iulie 2008, trupa a semnat cu Live Nation pentru o trei turnee și serii de album, cu opțiune pentru a patra. Contractul includea înregistrări, turnee, echipamente și alte drepturi. 

Pe data de 4 septembrie 2008, Roadrunner Records a anunțat că primul single de pe noul album al trupei urma să fie "If Today Was Your Last Day", lansat pe 30 septembrie 2008. Totuși, melodia a fost inlocuită de "Gotta Be Somebody". Noul album, creat de Mutt Lange și numit "Dark Horse", a fost realizat pe 18 noiembrie 2008. "Something In Your Mouth", al doilea single de pe noul album, a fost lansat la rock radio, pe 15 decembrie, când a ocupat prima poziție. Următoarele single-uri au fost: "If Today Was Your Last Day", "I'd Come for You", "Burn It to the Ground" (care a devenit imnul WWE RAW), "Never Gonna Be Alone" și "Shakin' Hands". Cel de-al optulea single a fost "This Afternoon", realizat pe 23 martie 2010. Dark Horse a fost premiat cu platina de către Recording Industry Association of America (RIAA) pe data de 9 decembrie 2008, doar dupa 3 săptămâni de la lansarea în America de Nord. Albumul a rămas printre primele 20 de albume din Billboard 200 pentru mai multe săpătămâni. Albumul a fost premiat cu platină de două ori în aprilie 2009 și s-a vândut în peste 3 milioane în S.U.A. pâna în acel moment. "Burn It To The Ground" a fost nominalizat pentru Best Hard Rock Performance la a 52-a ediție Grammy Awards, dar a pierdut în fata melodiei "War Machine" a legendarei trupe AC/DC. Albumul a fost de asemenea premiat la Juno Awards din 2009, unde a câștigat 3 premii, avand 5 nominalizări, inclusiv "Rock Album Of The Year". Totuși, majoritatea criticilor referitoare la album au fost negative. 

Pe 28 februarie 2010, Nickelback au concertat la închiderea Jocurilor de Iarna. În luna octombrie, formația și-a încheiat turul "Dark Horse".

### Here And Now (2011-prezent)
În luna septembrie a anului 2010, într-un interviu pentru Billboard.com, Chad Kroeger a planificat începutul scrisului melodiilor pentru următorul album Nickelback pentru februarie 2011, el având deja "vreo patru melodii în minte". Daniel Adair a menționat că trupa urma să se întoarcă la vechiul stil muzical utilizat în "All The Right Reasons", pe care l-a descris ca fiind "mai organic". 

Nickelback și-au anunțat noul album, "Here and Now", pe data de 8 septembrie 2011, împreună cu primele două single-uri, "Bottoms Up" și "When We Stand Together". "Suntem patru oamnei care iubesc să facă muzică în felul în care le place. Am intrat în studio anul acesta cu o viziune și toate au venit de la sine. Suntem extrem de mulțumiți de rezultate și suntem nerăbdători să le împărtășim și fanilor." a spus solistul Chad Kroeger. Albumul a fost realizat pe data de 21 noiembrie 2011, trupa numind acea zi "Nickelback Monday" ("Lunea Nickelback"). Trupa va pleca într-un turneu de promovare al albumului, dar nu au facut niciun anunț oficial încă. 

Ca promovare a albumui, formația a cântat pentru NFL Thanksgiving Day game de la Ford Field, Detroit, pe 24 noiembrie și la 99th Grey Cup, în orașul natal al trupei, Vancouver, pe 27 noiembrie. Pe 13 noiembrie, trupa a cântat la WWE Tribute to The Troops și a donat 50.000$ pentru BC Children's Hospital.